# Josenildo Brito da Silva
Josenildo Brito da Silva (født 23. august 1993) er en brasiliansk fodboldspiller, som spiller for den japanske fodboldklub Fukushima United FC.